# Gloriande de Lauzières-Themines

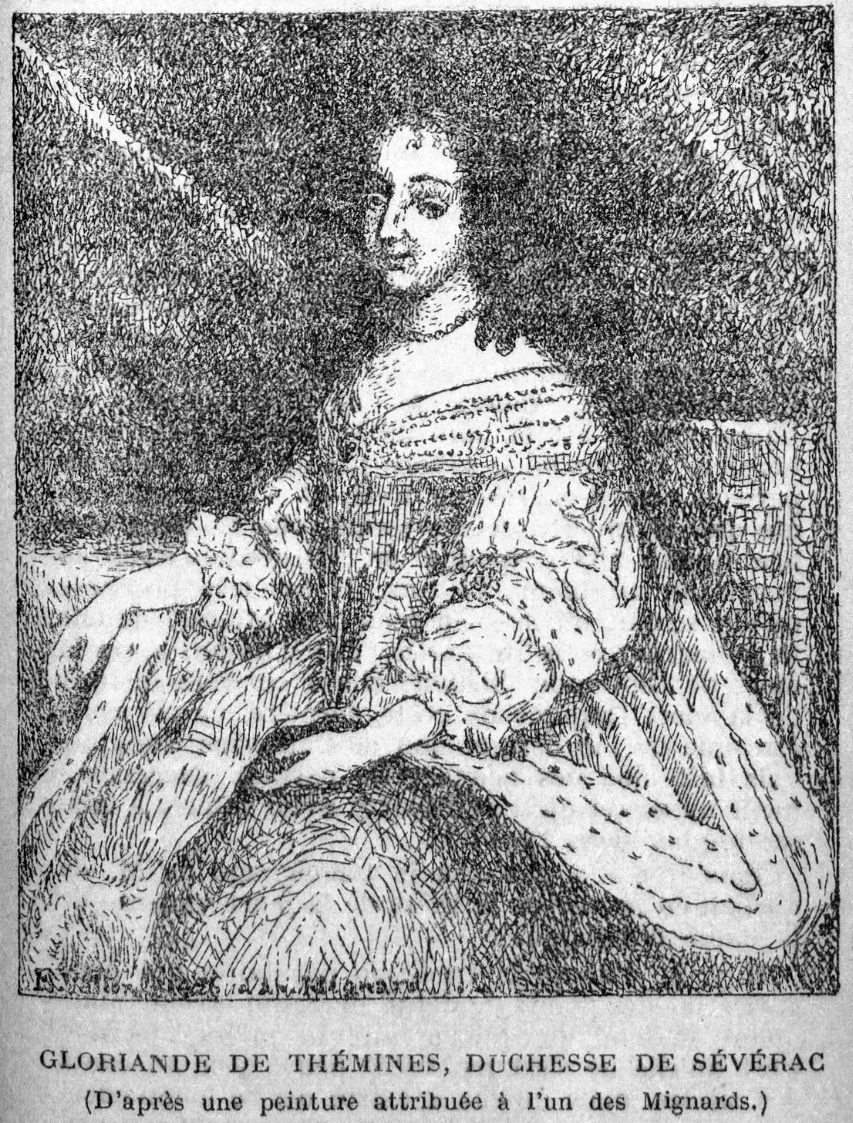
Gloriande de Lauzières-Themines, Stich nach Pierre Mignard 1622

Gloriande de Lauzières-Themines (* 1602 in Cahors; † 8. April 1635 in Sévérac), ab 1622 Baronesse von Arpajon, war eine adlige Hugenottin, die von Louis d’Arpajon aus Eifersucht ermordet wurde und dadurch die Vorlage für Legenden, historische Erzählungen, belletristische Umsetzungen und künstlerische Bearbeitungen bis in die Jetztzeit hinein lieferte.

Lauzières-Thémines

## Herkunft

Wappen d’Arpajon

Gloriande de Lauzières, Marquise de Thémines, besser bekannt als Gloriande de Thémines, war die älteste Tochter von Pons de Lauzières, Marquis de Thémines und Marschall von Frankreich, sowie seiner Frau Catherine d’Ebrard-de-Saint-Sulpice.
Die Familie Lauzières war eine der reichsten des Quercy. Pons de Lauzières war von Heinrich IV. zum dortigen Sénéchal und Gouverneur ernannt worden und hatte die katholischen Ligisten daran gehindert, sich in Rouergue und im Haut-Languedoc zu behaupten. Unter der Regentschaft Maria de’ Medicis hatte er 1616 den französischen Marschallsstab erhalten und war seitdem als der Maréchal de Thémines bekannt. Seine Provinz Quercy grenzte an die Provinz Rouergue, deren hugenottischer Gouverneur, Jean V. d’Arpajon († 1634 in Calmont, kurz nach Abschwören vom calvinistischen Glauben), Baron von Sévérac und Brusque (aus einer der ältesten Familien in Rouergue, seit 1592 Gouverneur ebendort), mit dem Maréchal de Thémines gut bekannt war (beide waren ehemalige Kampfgefährten unter König Heinrich IV.). Sie beabsichtigten ihre Allianz durch eine Verheiratung ihrer Kinder weiter zu festigen.

## Leben

### Verheiratung 1622

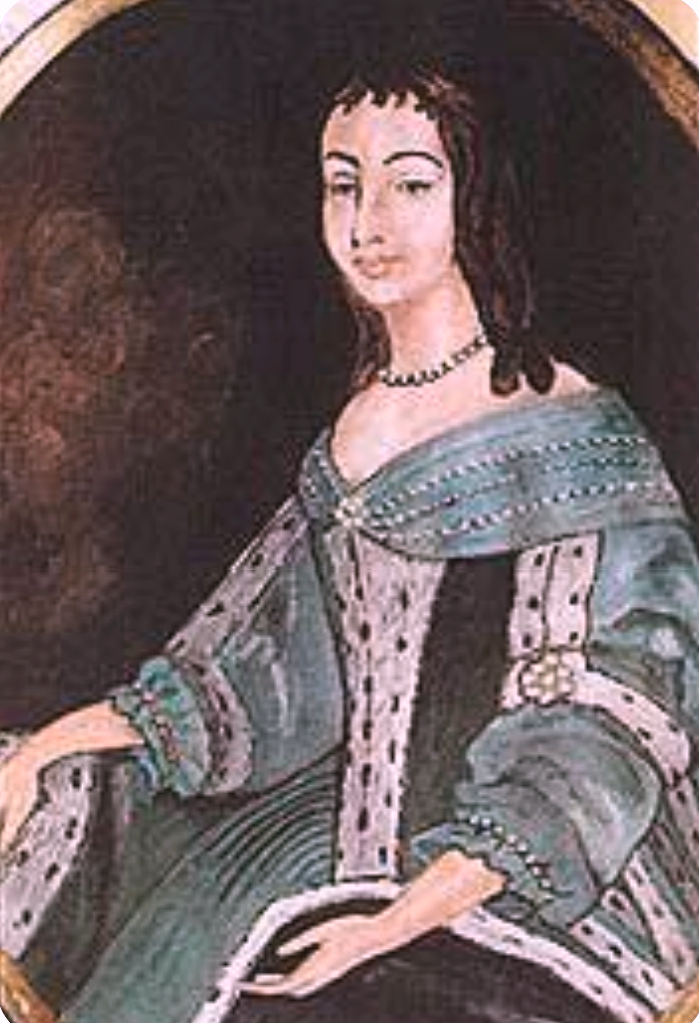
Gloriande de Thémines (nach P. Mignard 1622)

Gloriande wurde daher schon im Kleinkindalter mit dem vierzehnjährigen Louis d’Arpajon verlobt, und man plante 1622 die Hochzeit zu feiern, wenn Gloriande zwanzig Jahre alt sein würde. Unglücklicherweise für Gloriande war ihre Mutter, Catherine d’Ébrard de Saint-Sulpice, einige Monate zuvor im Winter 1621 trauernd verstorben. Im Alter von etwa fünfzig Jahren hatte sie ihre drei anderen Kinder innerhalb eines Jahres sterben gesehen: Ihre Tochter Claudine de Lauzières war bei der Geburt des zweiten Kindes aus ihrer Ehe mit Jean III. de Gontaut, Comte de Cabrerets, in Toulouse gestorben. Ihr ältester Sohn Antoine de Lauzières war im September 1621 bei der Belagerung der Hugenotten von Montauban gefallen, der jüngste Sohn Charles de Lauzières war im Dezember 1621 in Monheurt an Kriegswunden gestorben.
Zu Beginn des Jahres 1622 hatte Gloriande also nur ihren Vater als nahen Angehörigen (bevor dieser im September 1622 die Angebetete seines verstorbenen Sohns Charles, Marie de La Noue, die Witwe von Louis de Pierrebuffière, heiratete). Letzteres bescherte ihr zumindest eine hohe Mitgift von 120.000 Livre für die Ehe mit Louis d’Arpajon, und Gloriande erhielt hierfür auch einen Teil des Erbes ihrer Mutter.
Am 1. Februar 1622 wurde im Bischofspalast von Cahors die Hochzeit mit allem Prunk gefeiert. Danach zog das Brautpaar auf die Burg Sévérac, wo Gloriande ihre künftige Stiefmutter Jacquette de Castelnau-Caylus de Clermont († 18. Februar 1659 auf ihrer Burg Brusque) kennenlernte.

### Eheleben
Gloriande schenkte ihrem, wegen diverser Feldzüge meist abwesenden, Gatten fünf Kinder. Alle Geburten fanden in Rodez statt, wo das Paar ein Privathaus besaß. Zwischen den Geburten nahm Louis d’Arpajon, der im Mai 1626 zum Feldmarschall ernannt worden war, seine junge Frau öfters nach Paris mit. Dort erlebte Gloriande die Bälle am Hof des Königs Ludwig XIII. und seiner Gemahlin Anna von Österreich und lernte wohl auch den illustren Kreis um ihre Stiefmutter, die Hofdame Marie de La Noue (La Maréchale de Thémines), kennen.
1627 starb Gloriandes Vater Pons de Lauzières, der Maréchal de Thémines, in Auray als Gouverneur der Bretagne. Seine Beerdigung fand in dessen Heimatort Cahors statt. Gloriandes Familie war dem König besonders nahegestanden und ihr Ehemann Louis genoss nun ebenfalls einen raschen Aufstieg. 1633 wurde er zum Ritter des Ordens vom heiligen Geist erhoben und als Conseiller d’État nach Paris berufen, aber Gloriande folgte ihrem Mann nicht nach Paris und blieb auf der Burg Sévérac.

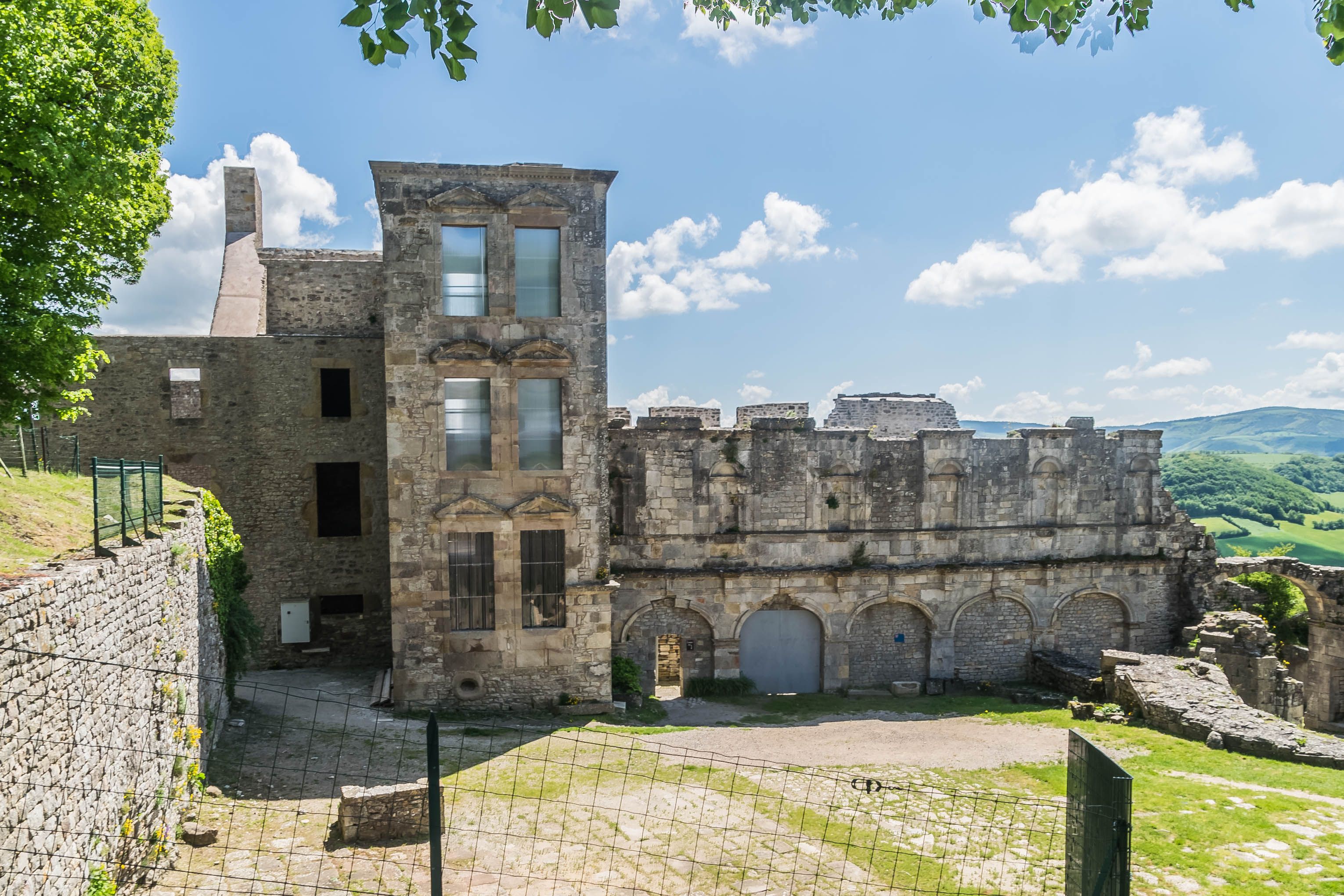
Burg Sévérac mit Umgestaltungen

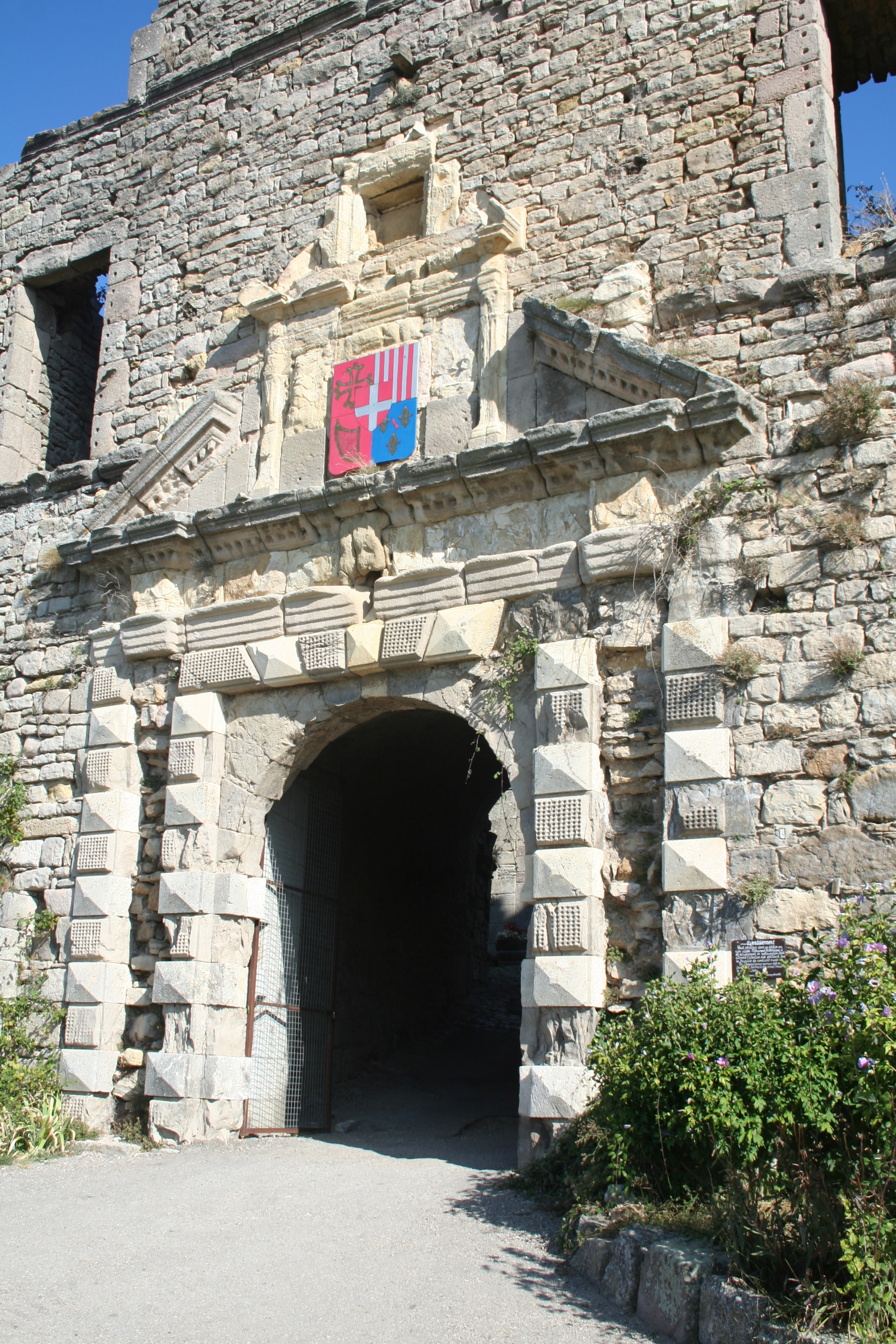
Burgtor mit Renaissance-Verzierung

### Renovierung von Séverac mit der Großmutter ihres Mannes
Dort war Gloriande im Einverständnis ihres Ehemanns mit der fortgesetzten Verschönerung der mittelalterlichen Festung zu einem der Renaissance entsprechenden Schloss betraut, woran nicht ihre eigene Schwiegermutter Jacquette, sondern vielmehr deren Schwiegermutter, Françoise de Montal (Großmutter von Louis d’Arpajon, und Witwe von Charles d’Arpajon († 1579), dem Großvater des Louis), maßgeblich beteiligt war.
Françoise de Montal (ca. 1544–1632) war Ehrendame am Hofe von Königin Caterina de’ Medici gewesen und hatte in ihrer Jugend die Schlösser im Loiretal kennen gelernt. Als sie 1573 Baron Charles d’Arpajon im Beisein von König Karl IX. im Louvre geheiratet hatte, nahm sie bereits das Projekt auf, die mittelalterliche Festung ihres Mannes (Burg Sévérac) dem neuen Zeitgeist gemäß in ein elegantes Palais im Renaissance-Stil umzuwandeln, und ab 1579 hatte sie die Besitzrechte an der Burg. 1607 begannen die 43 Jahre andauernden Umgestaltungen, unter anderem mithilfe des Florentiner Architekten Sebastiano Gargioli. Françoise erlebte noch die Geburt ihres jüngsten Urenkels, Jean Louis d’Arpajon, im Juli 1632, bevor sie am 21. Dezember des Jahres ihr Testament verfügte und verstarb.

### Missgunst der Schwiegermutter
In der Zeit vor Gloriandes Hochzeit mit Françoise de Montals Enkel Louis d’Arpajon 1622, war diese auf Sévérac lange Jahre die wahre Herrin der Haushaltung gewesen, wodurch ihre Schwiegertochter Jacquette de Castelnau de Clermont, ab 19. Juli 1589 Frau von Françoises Sohn, Gouverneur Jean V. d’Arpajon (Heirat in Castelnau-Bréteneoux, gegen dessen Willen), sich zurückgesetzt fühlte und tiefe Abneigung gegenüber Françoise entwickelte.
So fühlte sich Jacquette nun seitens Gloriande, die nach der Hochzeit 1622 die Funktion der Herrin von Sévérac direkt von Françoise de Montal übernahm, erneut übergangen und zog sich zunächst brüskiert auf ihr Schloss Castelnau zurück. Gloriande sah sich von Beginn ihrer Ehe mannigfaltigen Intrigen ihrer Stiefmutter Jacquette ausgesetzt, die, umgesiedelt in einen anderen Teil des Schlosses, missgünstig Gloriandes Renovierungsvorhaben und Kooperation mit Françoise de Montal beäugte. Bei seinen seltenen Kurzbesuchen auf Burg Sévérac wurde Louis d’Arpajon von seiner Mutter Jacquette de Castelnau-Caylus de Clermont und deren Parteigängern, vor allem Barthélemy Levesque, stets mit Beschwerden aller Art über seine Gattin überhäuft.

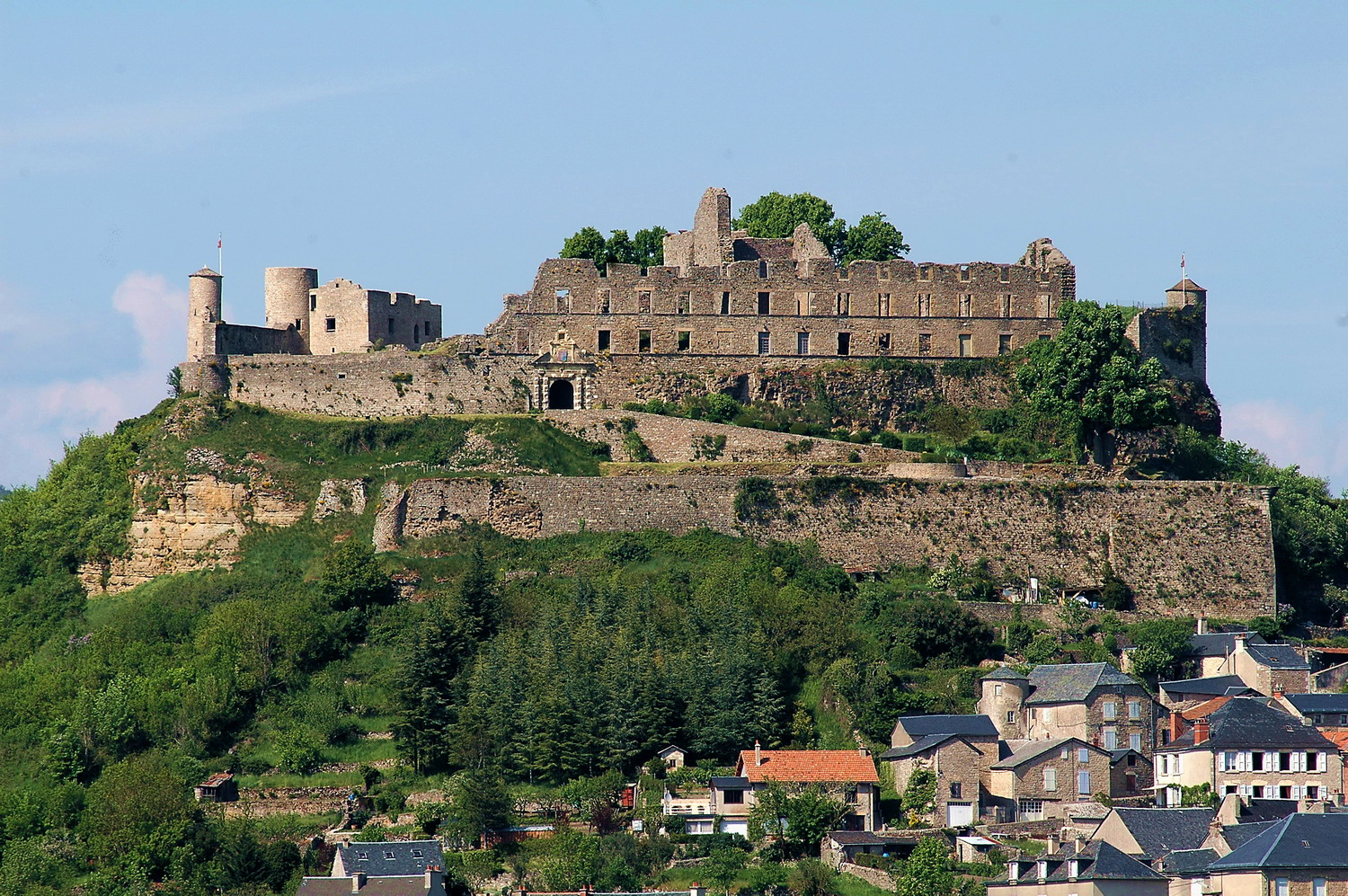
Chateau de Sévérac

### Letzte Jahre ab 1633 und Ermordung
In besagtem Frühjahr 1633 befand sich die Burg noch im Umbau, und Gloriande, geschwächt durch die letzte Geburt im Juli 1632, hatte es vorgezogen, ihren Mann Louis nicht zu seinen Ämtern nach Paris zu begleiten, sondern in Sévérac zu bleiben. Nach dem Tode der Françoise de Montal im Dezember 1632 lebte sie dort zumeist allein mit der grollenden Schwiegermutter, welche die Ehelichkeit von Gloriandes letztgeborenem Sohn Jean-Louis anzweifelte und zum Vorwand für schwere Anschuldigungen nahm.
Gloriande war mit etwa 30 Jahren noch jung, und ihre Schönheit hatte kurz zuvor die Barone der Nachbarschaft in das Schloss gelockt. Eingeladen auf Louis d’Arpajons pompösen Empfängen und Banketten, waren die lokalen Edelleute besonders entzückt von Begegnungen mit der Dame von Séverac gewesen. Einer der Adligen, Jean de Lauziac, hatte daher begonnen, heimlich Gedichte an Gloriande zu richten. Bezaubert von dem Verehrer, hatte diese sich auf ein Abenteuer mit ihm eingelassen. Trotz aller Diskretion wurde Gloriande von einer ihrer doppelzüngigen Gesellschafterinnen, Catherine Levesque, der Frau des Viguiers von Séverac, Barthélemy Levesque, verraten, die heimlich eine der Vertrauten von Gloriandes Schwiegermutter Jacquette war. Die beiden Frauen sammelten Beweise für Gloriandes geheime Affäre. Bei Louis d’Arpajons Rückkehr im Frühjahr 1634 verspürte Gloriande bald die ungewöhnliche Kälte seitens ihres Mannes, der inzwischen von seiner Mutter sogar schriftlich mit ihrer vermeintlichen Untreue konfrontiert worden war. Louis war tief erschüttert über den Treuebruch, und obwohl er Gloriande bislang vor allen Gehässigkeiten seiner Mutter in Schutz genommen hatte, befahl er seiner Gattin strikten Hausarrest.
Im Winter 1634 wurde Jean de Lauziac auf der Straße von Séverac nach Rodez mit durchschnittener Kehle aufgefunden, und alle Indizien deuteten auf einen Raubüberfall. Gloriande enthielt sich zwar jeder Äußerung, als sie vom Tod ihres Geliebten erfuhr, aber begann misstrauisch zu werden. Um ihre Vorahnungen zu zerstreuen, schlug Louis vor, dass beide im folgenden Frühjahr zur Basilika Notre-Dame de Ceignac (wo die Grablege der Herren von Séverac war) pilgern sollten, um in der Kapelle der Vorfahren Andacht zu halten. Eine solche Reise war nichts Ungewöhnliches und Gloriande willigte ein.

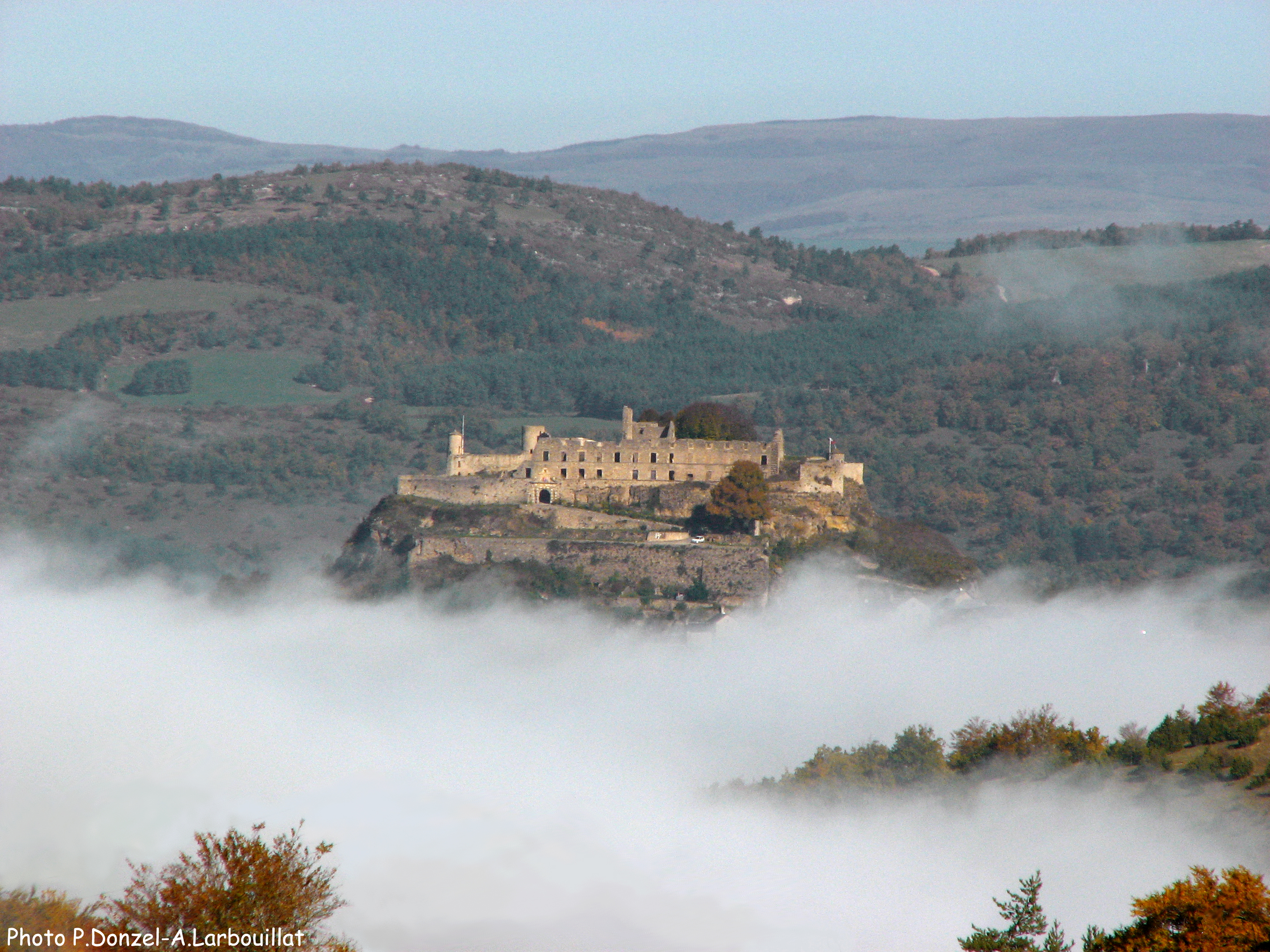
Umgebung der Burg Sévérac

Im April 1635 verließen also mehrere Pferdesänften, darunter eine mit Gloriande, die Burg Séverac und machten sich auf den Weg nach Montrozier in Richtung Ceignac. Louis d’Arpajon folgte mit einigen Bewaffneten zu Pferd, da die Wege wegen der Straßenräuber nicht sicher waren. Gloriande hatte ihren Platz mit der Begleiterin Catherine Levesque in der ersten Sänfte genommen. Sie bemerkte, dass etwas Ungewöhnliches passierte, als die Sänfte anhielt, und dann einen Umweg über die Höhen der Palanges aufnahm und am Fuße der Berge mitten in den dichten Wald eintauchte.
Auf Nachfrage bei Catherine Levesque, die antwortete, dass diese neue Route auf Louis d’Arpajons Befehl gewählt worden sei, bekam Gloriande Angst. Die Sänfte blieb abrupt stehen, und die Vorhänge wurden weit geöffnet. Gloriande wurde von einem dort wartenden Unbekannten (wohl einem im Auftrag ihres Gatten angeheuerten Chirurgen oder Barbier namens Brunet) am Handgelenk auf den Weg gezogen.
Auf Befehl des Louis d’Arpajon wurde die um Gnade flehende Gloriande von seinen Bewaffneten festgehalten und der Chirurg schnitt die vier Venen an ihren Händen und Beinen auf. Als man feststellte, dass sie genug Blut verloren hatte, wurde Gloriande verbunden, ohnmächtig zurück in ihre Sänfte gesetzt und wieder nach Séverac gebracht, wo sie als Tote ankam.
Vor den verstörten Bediensteten in Sévérac erklärte Louis, dass seine Frau unterwegs aus natürlicher Ursache das Bewusstsein verloren hätte und er deshalb entschieden hätte, dringend zum Schloss umzukehren. Gloriandes Schwiegermutter hatte die Mahnwache für die junge Frau schon vorbereitet, die am nächsten Tag, am 8. April 1635, an einer unbekannten Grabstätte begraben wurde. Gloriande de Thémines war erst 33 Jahre alt.
In den folgenden Monaten wurden sowohl der Viguier Barthélémy Levesque als auch der Chirurg mit reicher Bestechung zum Schweigen verpflichtet. Dann kehrte Louis d’Arpajon nach Paris zurück und setzte unbeirrt seine Militärkarriere fort: 1638 wurde er zum Gouverneur von Nancy ernannt; 1641 war er Generalleutnant von König Ludwig XIV, 1647 wurde er von Kardinal Mazarin als außerordentlicher Botschafter nach Polen gesandt, und im Dezember 1650 erhielt er für seine Dienste während der Aufstände der Fronde den Herzogstitel.

## Nachspiel und neue Ehen des Louis d’Arpajon

### Ehe mit Marie Elisabeth de Simiane
Im Februar 1657 heiratete Herzog Louis d’Arpajon, mit 67 Jahren, die wohlhabende Erbin aus einer illustren Familie der Provence, Marie Elisabeth de Simiane (ungefähr 30 Jahre alt), was ihm eine Mitgift von 230.434 Livre einbrachte. Die Ehe verlief glücklich, und Louis nahm seine hochschwangere Frau auf eine Kutschfahrt nach Pézenas zu einer Ständeversammlung mit, die er in der Provinz Languedoc abhalten sollte. Nach ihrer Ankunft gebar Marie Elisabeth einen totgeborenen Sohn am 9. November 1657 und verstarb am nächsten Tag im Schlaf selbst infolge einer tödlichen Blutung.

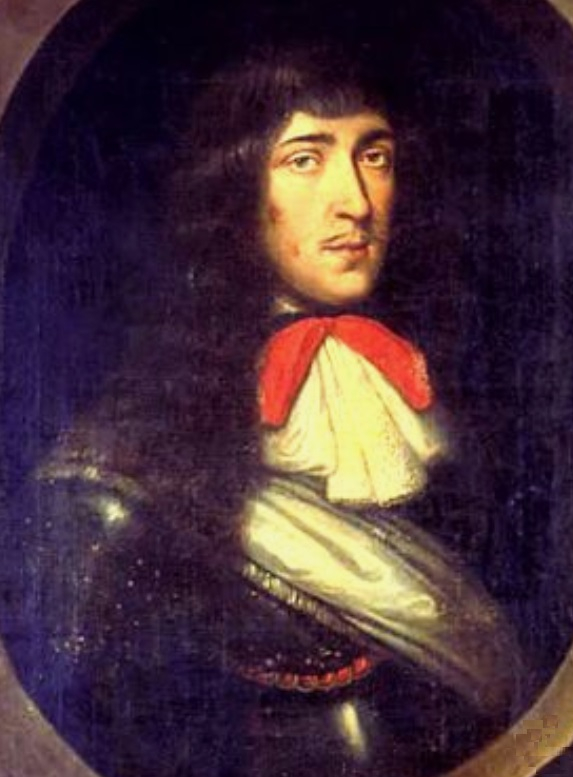
Jean-Louis d’Arpajon, Gemälde von Pierre Mignard, ca. 1660

Diese zweite Ehe bescherte Louis d’Arpajon somit nicht den ersehnten legitimen Erben, zumal er mit seinem bisher einzigen Erben, Jean-Louis (* 1632) aus der Ehe mit Gloriande, jahrelang offenen Streit führte und ihn nach Gloriandes Tod als aus einem Ehebruch seiner Frau heraus geboren und daher als illegitimen Bastard verunglimpft hatte.
Der Hass zwischen dem Herzog und Gloriandes Sohn hatte deren Beziehung vergiftet, und Jean-Louis d’Arpajon erfuhr durch einige Gerüchte, dass der Herzog tatsächlich seine Mutter Gloriande ermordet hatte. Jean-Louis d’Arpajon kam jedoch nicht mehr dazu, seine Großmutter Jacquette zu verhören, die im Frühjahr 1659 im Alter von 84 Jahren in der Burg von Brusque gestorben war, auf die sie sich zurückgezogen hatte.

### Ehe mit Catherine d’Harcourt und Enterbung von Gloriandes Sohn

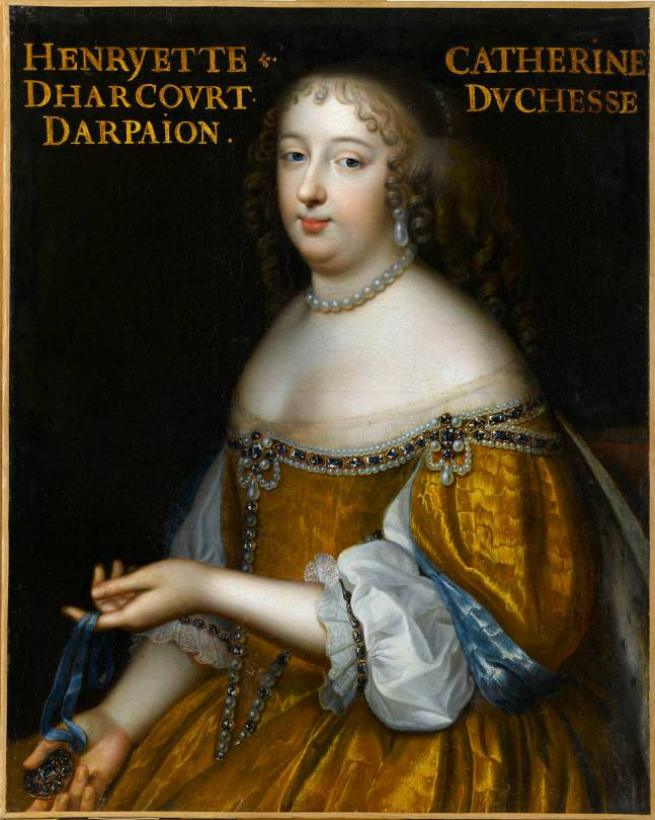
Catherine-Henriette d’Harcourt (Gebrüder Beaubrun, um 1660)

Um endlich einen würdigen (und nicht mit dem Verdacht der Unehelichkeit behafteten) Erben zu zeugen, schloss der 69-jährige Herzog Louis d’Arpajon am 24. Juli 1659 in Paris seine dritte Ehe, mit Catherine-Henriette d’Harcourt de Beuvron (* 1621; † 11. Mai 1701 in Paris). Zu dieser Zeit bewohnte der Herzog in Paris ein Stadtpalais in Marais, rue d’Orléans. Die neue Ehefrau war damals schon 37 Jahre alt, und entgegen allen Erwartungen gebar sie ihrem alten Ehemann einen Sohn (namens Louis), der im März 1660, neun Monate nach der Eheschließung, geboren wurde (aber schon einige Wochen später versterben sollte). Der Herzog nutzte aber die Gelegenheit, um den ungeliebten Sohn aus der Ehe mit Gloriande als seinen Nachfolger in einer Urkunde vom 4. März 1660 zu enterben, worin besagt wird:

„Dass … dieser undankbare Sohn ihm immer ungehorsam war, dass er sich zu allen Arten von Ungehorsamkeiten hat hinreißen lassen … dass er die Burg Sévérac in der Nacht des 19. Februar 1660 mit Waffengewalt eroberte und dass er sie, nachdem er sie einen Monat lang besetzt gehalten hatte, ausplünderte und Gold, Silber, Schmuck, Kunstwerke und Titel raubte, … dass dieser Sohn wegen all dessen Verbrechen enterbt werden solle, so dass er an seinem Eigentum keinerlei Teilhabe finde, wo immer es sich befinde, ob beweglich oder unbeweglich … “

### Späte Rache des Sohnes Jean Louis d’Arpajon
Jean-Louis d’Arpajon eroberte tatsächlich die Burg Sévérac durch List und vertrieb die Soldaten seines Vaters, bis er einer Belagerung durch königliche Truppen unter dem Sieur de Saintpoint, der dabei umkam, weichen musste. Außerdem machte Jean-Louis all die Bewaffneten ausfindig, die 25 Jahre zuvor bei der Ermordung seiner Mutter beteiligt waren, brachte sie dazu, als Zeugen des Verbrechens auszusagen, und ermordete sie anschließend kaltblütig. Er machte auch den Viguier de Séverac und seine Frau, die frühere Begleiterin seiner Mutter, ausfindig und ließ sie öffentlich auspeitschen.
Lediglich den Chirurgen, der für den Tod seiner Mutter verantwortlich war, konnte er nicht aufspüren. Der Zorn des rachsüchtigen Sohnes ging aber noch weiter. Um seinen Vater, den Herzog, zu demütigen, heiratete er im Beisein des Königspaares am 3. Mai 1661 in Paris die 23 Jahre alte Charlotte de Vernou de Bonneuil, eine Ehrendame der Königinmutter Anna von Österreich, ohne Zustimmung seines Vaters. Dieser schäumte vor Zorn, da die hochadlige Familie Vernou durch Allianzen eng mit der Familie d’Ambres verbunden war, die als Erbfeind seit Jahren Gerichtsprozesse gegen die Arpajons führte.

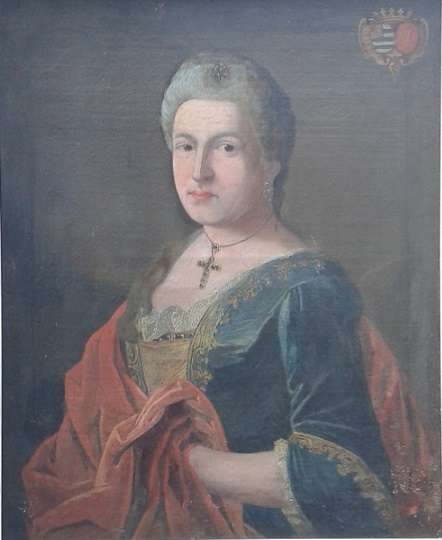
Gloriandes Schwiegertochter Charlotte de Vernou de Bonneuil, dame d’Arpajon

Der Herzog von Arpajon hoffte weiterhin auf einen legitimen Sohn aus seiner dritten Ehe, aber ihm wurde 1661 einzig eine Tochter geboren: Catherine-Françoise d’Arpajon. Das Zerwürfnis zwischen dem Herzog und seinem ältesten Sohn Jean-Louis dauerte trotz des gesellschaftlichen Aufstiegs von Jean-Louis bis zu dessen vorzeitigem Tod an. Jean-Louis starb 1669 immerhin als Gouverneur des Languedoc und war durch Heirat mit der angesehenen Familie Vernou verbunden. Er hinterließ drei kleine Kinder aus seiner Ehe mit Charlotte de Vernou, die von ihrem Großvater, Herzog Louis d’Arpajon, jedoch weiterhin verleugnet und ebenfalls enterbt wurden.
Als neuerliche Vergeltung gegen die Feindseligkeiten ihres Schwiegervaters Louis d’Arpajon, verheiratete sich Charlotte de Vernou als Witwe 1671 mit dem Marquis d’Ambres, François de Gélas, und führte noch zahlreiche Prozesse, infolge derer das Erbe ihres verstorbenen Mannes Jean-Louis letztlich zurückgewonnen werden konnte.
Um die aus seiner Ehe mit Gloriande de Thémines entstammende Linie endgültig auszuschließen, vermachte Herzog Louis d’Arpajon († 27. April 1679) testamentarisch seine Ländereien in Sévérac seiner Tochter Catherine-Françoise (aus der dritten Ehe) als Alleinerbin. Im Testament bedachte er auch den Viguier de Séverac und dessen Frau (als stumme Zeugen des Mordes an Gloriande) und den Mörder selbst. In einem weiteren Testament vom 8. August 1672 bekräftigte er die Enterbung des Jean-Louis und sämtlicher Nachkommen desselben. Kurz vor seinem Ableben bat der Herzog darum, neben seiner vorverstorbenen zweiten Gattin, Marie de Simiane, begraben zu werden, deren Leiche in der Basilika Notre-Dame de Ceignac ruhte. Ihre beiden Herzen wurden in einer Schatulle unter einer Steinplatte der Kapelle Notre-Dame de Lorette in Séverac beigesetzt.
Die Witwe des Herzogs, Catherine-Henriette d’Harcourt, wurde 1685 Ehrendame der Dauphine Maria Anna von Bayern und verblieb ihr Leben lang ohne Wiederverheiratung in Paris. Saint-Simon und Madame de Sévigné berichten, dass sie noch als Witwe in Prozessen dafür kämpfte, ihrer Tochter Catherine-Françoise das Erbe des Herzogs von Arpajon zu bewahren, das letztlich aber von den Kindern von Gloriandes Sohn Jean-Louis d’Arpajon und seiner Witwe Charlotte de Vernou in Teilen erfolgreich zurück beansprucht wurde. Jean-Louis d’Arpajons Sohn, Gloriandes Enkel, Louis (* 1667) wurde schließlich im Mai 1720 zum 1. Marquis d’Arpajon erhoben.

### Legenden um Sühne und Spuk
Während sich Herzog Louis d’Arpajon bis zu seinem Tod 1679 einer irdischen Gerechtigkeit entziehen konnte, scheint es, dass er auf anderer Ebene die Strafe für Gloriandes Ermordung erfuhr: Der Legende nach errichtete der Herzog um 1651 eine Kapelle (Notre Dame de Lorette) auf einem Gipfel gegenüber der Burg Séverac (während der Revolution ausgeplündert) nur, um für sein Verbrechen an Gloriande Buße zu tun: Die Legende besagt, dass das Zimmer des Herzogs in Vollmondnächten von einer weißen Silhouette heimgesucht wurde, die dann im Schloss umherirrte. Diese schlanke Silhouette soll eine junge Frau mit blutigen Handgelenken dargestellt haben, und der Herzog habe darin Gloriande de Thémines erkannt. Um ihrem Geist Frieden zu geben (und auch seine Reue zu besänftigen), soll er schließlich den Bau besagter Kapelle befohlen haben.
Es scheint, dass er 1654 sein Gewissen auch durch Beichte bei einem Prälaten erleichterte, der ihm nachdrücklich riet, seine Sünden zu sühnen, indem er eine Reise als Büßer nach Notre Dame de Lorette abhalten sollte. Der Herzog pilgerte, kehrte nach Séverac zurück und ließ weiterhin die Kapellen von Saint Joseph, Saint Louis und Saint Sépulcre erbauen.
Das Gewicht des Verbrechens an Gloriande de Thémines soll auch einen Fluch auf die Nachkommen von Herzog Louis d’Arpajon gelegt zu haben. Keines der Kinder des Herzogs führte ein langes glückliches Leben, und die weiteren Nachkommen des Mörders fanden ihr Ende zumeist unter der Guillotine.
Noch 1647 hatte Cyrano de Bergerac, der im Château de Severac an einem der Feste von Louis d’Arpajon teilnahm, einen Blick auf eine der Töchter von Gloriande, die sehr hübsche Jacquette Hippolyte d’Arpajon, erhascht: Er widmete „Mademoiselle de Séverac“ dann einige verliebte Verse, aber Jacquette Hippolyte trat schon wenige Monate später gegen den Willen ihres Vaters in das Kloster der Carmélites du Faubourg Saint-Jacques in Paris ein. Die aus der Vereinigung von Louis d’Arpajon mit Gloriande geborenen Töchter blieben tatsächlich beide unverheiratet, da sie wohl wegen der Missgunst ihres Vaters und ihrer zwei Stiefmütter Zuflucht im Klosterleben gefunden hatten.

## Gloriandes Nachfahren aus der Ehe mit Louis d’Arpajon
- Pons (* am 8. Juli 1623 getauft in der Kathedrale Notre-Dame in Rodez, † 16. Juli 1623 in Ceignac).
- Jeanne Louise d’Arpajon (* etwa 20. Oktober 1624, getauft in der Kathedrale Notre-Dame in Rodez, † 1700); Geistliche im Kloster La Visitation in Montpellier, 1663 Äbtissin der Benediktinerinnenabtei Notre-Dame-de-la-Sagne in Vielmur.
- Jacquette Hippolyte (* 1625, † 1695), Karmeliterin in Faubourg St Jacques, Paris.
- Gloriande (* um 1626, † etwa 1627).
- Jean-Louis d’Arpajon (* 3. Juli 1632 in Rodez, † 16. Mai 1669 in Paris, im Alter von 36 Jahren), marquis de Sévérac et de Calmont-en-Languedoc, Gouverneur des Languedoc; ⚭ 3. Mai 1661 Charlotte de Vernou, dame de La Rivière (* um 1638, † 19. November 1692, etwa 54 Jahre alt), Ehrendame der Anna von Österreich 1654–1662.
  - Louis, 1. marquis d’Arpajon (Mai 1720), 1, marquis de Montlhéry (1720); *1667; † 21. August 1736 in Paris, bestattet in Saint-Sulpice, Lieutenant-général, Gouverneur[15] von Berry; ⚭ 28. März 1715 Anne-Charlotte Le Bas de Montargis, (* 18. Dezember 1697 in Paris; † 9. Dezember 1767, ebenda), Ehrendame der Herzogin von Berry von 1717–1719, dann 1724 Dame du palais der Louise Élisabeth d’Orléans (Witwe des Königs Ludwig I.), mit Nachkommen wie folgt
    - Philippe Louis, getauft 18. Juni 1716 in Saint-Roch de Paris, jung verstorben.
    - Louis Charles, * 8. Mai 1719, jung verstorben.
    - Anne-Claude-Louise, * 4. März 1729 Palais du Luxembourg, getauft in Saint-Sulpice, guillotiniert am 27. Juni 1794 Barrière du Trône,[16] beerdigt Cimetière de Picpus; erste Ehrendame der Maria Leszczyńska 1768, dann Ehrendame der Dauphine 1770–1774, und erste Ehrendame sowie „Madame Etiquette“ von Marie-Antoinette 1774–1775.[17] Heirat am 27. November 1741 in Paris (Palais du Luxembourg) mit Philippe de Noailles, duc de Mouchy, comte de Poix et de Noailles, baron d’Ambres (* 1715, guillotiniert am 27. Juni 1794 im Alter von 78 Jahren), Botschafter in Spanien, sechs Kinder.

  - Anne Louise († nach 1669).
  - N.N. (* 13. Juni 1669 in Paris).

## Nachfahren aus Louis d’Arpajons Ehe mit Catherine-Henriette d’Harcourt
- Catherine-Françoise d’Arpajon, comtesse de Roucy (1661–1716); ⚭ 8. Februar 1689 François V. de la Rochefoucauld (* 1660; † 29. November 1721), comte de Roucy et de Roye, Lieutenant-général des armées du Roi
  - François de La Rochefoucauld, comte de Roucy (1689–1725); ⚭ 4. September 1711 Marguerite Elisabeth Huguet (1694–1735):
    - Marthe Elisabeth de La Rochefoucauld (1720–1784)
    - Françoise Pauline de La Rochefoucauld de Roye, marquise de Séverac (* 1723; † (guillotiniert) Juni 1794); ⚭ 1740 mit Louis Antoine de Gontaut-Biron (1701–1788), ohne Nachkommen.

  - Françoise Marguerite de La Rochefoucauld († 1766)
  - Elisabeth Catherine de La Rochefoucauld († 1778)
  - Louis de La Rochefoucauld († 1711)
  - Frédéric Jérôme de La Rochefoucauld (1701–1757)

## Nachwirken
Seit 1991 gibt es in der Gemeinde Sévérac d’Aveyron das staatliche Altenpflegeheim EHPAD Gloriande de Séverac d’Aveyron, das nach Gloriande de Thémines benannt ist.
Im Oktober 2002 erschien die Erstauflage einer graphischen Umsetzung des im Département Aveyron lebenden Comic-Zeichners Pascal Croci und des Co-Autors Jacques Chantelot mit dem Titel Gloriande de Thémines im
Gothic-Stil.
Eine belletristische Bearbeitung des Themas findet sich zudem im 2015 erschienenen Band FRICOU der Histotainment-Reihe Les Rabalaïres des Autors Yves Belzacq.